# 罗伯特·亨特 (赛艇运动员)
罗伯特·亨特（英語：Robert Hunter，1904年3月27日—1950年3月25日），加拿大男子赛艇运动员。他曾代表加拿大参加1924年夏季奥林匹克运动会赛艇比赛，获得男子八人单桨有舵手银牌。